# SMS S 31
S 31 – niemiecki niszczyciel z okresu I wojny światowej. Pierwsza jednostka typu S 31. Okręt wyposażony w trzy kotły parowe opalane ropą. Zapas paliwa 220 ton. Zatopiony na Bałtyku przez minę 19 sierpnia 1915 roku.